# Edmund Westrich

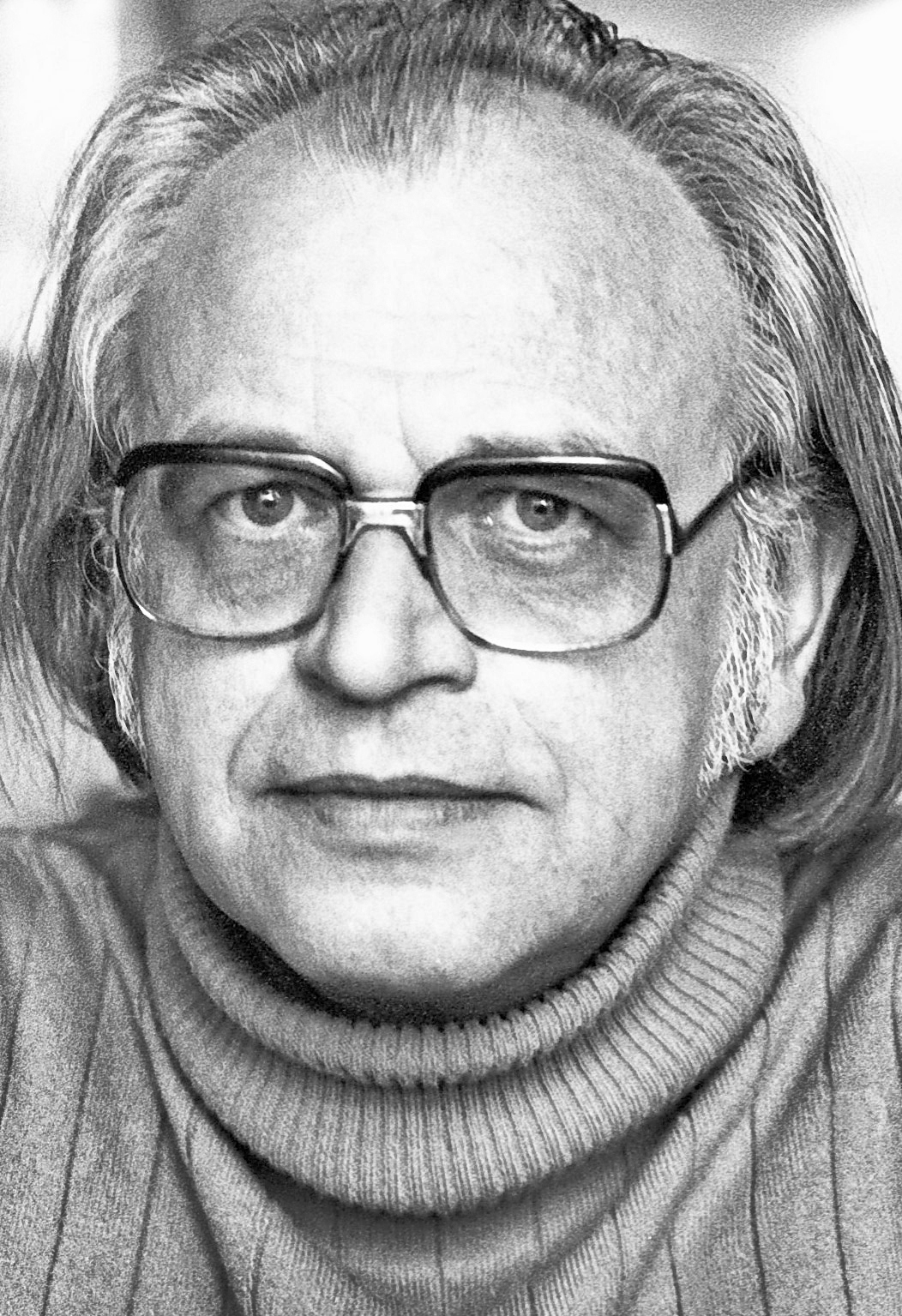
Edmund Westrich in 1982

Edmund Westrich (* 4. Januar 1927 in Landstuhl; † 13. August 2008 in Mainz) war ein deutscher Psychologe und Hochschullehrer.

## Leben
Edmund Westrich wuchs in Landstuhl auf. Gerade 17 Jahre alt geworden, wurde er zum Militärdienst eingezogen und geriet kurz darauf in Gefangenschaft. 1945/46 absolvierte er in Kaiserslautern das Nachkriegsabitur. Im Anschluss studierte er Pädagogik, Psychologie und Soziologie an der Johannes Gutenberg-Universität Mainz. 1950 legte er seine Diplom-Prüfung im Fach Psychologie ab. Danach war er als Berufsberater am Arbeitsamt Kaiserslautern tätig. 1959 promovierte er zum Dr. phil. an der Universität Mainz bei den Professoren Mühle und Wellek.
Ende 1959 übernahm er als Direktor das in Werscherberg/Osnabrück gelegene Sprachheilheim (das heutige „Sprachheilzentrum Werscherberg“). Ab 1962 führte er als Oberregierungsrat das in Bonn-Oberkassel geführte Sprachheilzentrum. Parallel dazu war er als Lehrbeauftragter an der Universität zu Köln tätig. 1971 wurde Edmund Westrich als Professor an die Erziehungswissenschaftliche Hochschule Rheinland-Pfalz (EWH) in Mainz berufen. Dort baute er unter anderem das viersemestrige Aufbaustudium der Sprachbehindertenpädagogik für bereits tätige Lehrkräfte an Grund- und Hauptschulen mit auf. Über Jahrzehnte prägte er im Rahmen seiner „Sprachbehindertenpädagogik“ vor allem die Lehrerausbildung in Rheinland-Pfalz. Zeitgleich mit dem Umzug des inzwischen zur Johannes-Gutenberg-Universität gehörenden „Instituts für Sonderpädagogik“ von Mainz nach Landau emeritierte Westrich im Jahre 1993. Edmund Westrich war verheiratet und hatte eine Tochter und einen Sohn.

## Werk
Westrichs Interesse galt vor allem dem Menschen. Diesen insgesamt in den Mittelpunkt seiner Betrachtungen zu stellen und ihn nicht nur auf seine sprachlichen Phänomene zu reduzieren, war sein oberstes Ziel. Mit seinem ihm eigenen Einfühlungsvermögen für Sprachlichkeit, Spracherwerb und Sprachförderung verstand er es sowohl in der Theorie als auch in der Praxis ein ganzheitspsychologisch-pädagogisches Konzept der Sprachheilpädagogik zu entwickeln (sog. „Mainzer Schule“) und sich damit von den bis dahin geltenden medizinisch ausgerichteten Denkmodellen abzugrenzen.

## Schriften (Auswahl)
- Versuch einer Erfolgs- und Bewährungskontrolle an stationär behandelten Stotterern. Eine katamnestische Erhebung an rückfällig gewordenen Stotterern. Köln 1965.
- Die Entwicklung des Zeichnens während der Pubertät. Frankfurt am Main 1968.
- Der jugendliche Stotterer in seiner Selbstdarstellung. Ein Beitrag zur Psychologie menschlichen Verhaltens. Hrsg. vom Landschaftsverb. Rheinland, Köln 1968.
- Der Stotterer. Psychologie und Therapie. Bonn 1974, ISBN 3-87183-112-3.
- Der Stammler. Der Erlebensaspekt in der Sprachheilpädagogik. Bonn-Bad Godesberg 1974.
- mit Lothar Werner  und Anton Rumler: Der Sprachheilpädagoge. 1. Arbeits- und Fortbildungstagung, Tagungsbericht: Stottern, Rhythmische-Musik. Erziehung Sprachgestörter. Gesellschaft für Sprachheilpädagogik in Wien, Wien 1975.